# Phaeostigma
Phaeostigma är ett släkte av halssländor som beskrevs av Longinos Navás 1909.
Phaeostigma ingår i familjen ormhalssländor.

## Dottertaxa tillPhaeostigma, i alfabetisk ordning[1][2]
- Phaeostigma albarda
- Phaeostigma auberti
- Phaeostigma biroi
- Phaeostigma caucasicum
- Phaeostigma curvatulum
- Phaeostigma cypricum
- Phaeostigma divinum
- Phaeostigma euboicum
- Phaeostigma flammi
- Phaeostigma galloitalicum
- Phaeostigma grandii
- Phaeostigma hoelzeli
- Phaeostigma holzingeri
- Phaeostigma horticolum
- Phaeostigma italogallicum
- Phaeostigma karpathana
- Phaeostigma klimeschi
- Phaeostigma klimeschiellum
- Phaeostigma knappi
- Phaeostigma longicaudum
- Phaeostigma majus
- Phaeostigma mammaphilum
- Phaeostigma minois
- Phaeostigma noane
- Phaeostigma notata
- Phaeostigma notatum
- Phaeostigma pilicollis
- Phaeostigma ponticum
- Phaeostigma promethei
- Phaeostigma propheticum
- Phaeostigma raddai
- Phaeostigma rauschi
- Phaeostigma remane
- Phaeostigma ressli
- Phaeostigma resslianum
- Phaeostigma rhodopicum
- Phaeostigma robustum
- Phaeostigma setulosum
- Phaeostigma thaleri
- Phaeostigma turcicum
- Phaeostigma vartianorum
- Phaeostigma wewalkai